# Davy van den Berg
Dave Johannes Andreas van den Berg (Uden, 4 februari 2000) is een Nederlands voetballer die als middenvelder speelt. Hij verruilde in de zomer van 2025 PEC Zwolle voor FC Utrecht.

## Carrière

### Jeugd
Van den Berg speelde in de jeugd van UDI '19, waarna hij in 2008 naar de jeugd van PSV vertrok. In 2018 speelde Van den Berg met PSV Onder 19 in de UEFA Youth League. Hij zat twee wedstrijden op de bank en kwam daarnaast tegen Internazionale Onder 19 in minuut 86 in het veld voor Rico Zeegers. De wedstrijd eindigde in een 2–1 zege, door goals van Joël Piroe in minuut 86 en Yorbe Vertessen in minuut 90+3. Eind 2018 kreeg Van den Berg een meningsverschil met zijn toenmalige jeugdtrainer Ruud van Nistelrooij, waardoor de samenwerking bij PSV abrupt werd beïndigd.

### FC Utrecht
In de winterstop van seizoen 2018/19 vertrok Van den Berg transfervrij naar FC Utrecht, waar hij een contract tot medio 2021 met een cluboptie voor één extra jaar ondertekende. Op 9 september 2020 werd zijn contract verlengd tot 2023 inclusief optie voor wederom één extra jaar.
Hij debuteerde op 18 oktober 2019 in de Eerste divisie voor Jong FC Utrecht, in de 2–2 thuiswedstrijd tegen De Graafschap. Van den Berg kwam in minuut 74 in het veld voor Hicham Acheffay. Zijn debuut voor het eerste elftal van FC Utrecht volgde op 27 oktober 2020 in een met 2–4 bekerwedstrijd tegen FC Dordrecht. Op 29 augustus 2021 maakte hij in de 3–1 gewonnen competitiewedstrijd tegen Feyenoord zijn debuut in de Eredivisie.

### Roda JC
Van den Berg werd in de winterstop van het seizoen 2021/22 verhuurd aan Roda JC Kerkrade. Hij maakte zijn direct debuut op 4 februari 2022, in een 2–2 gelijkspel tegen NAC Breda. Vervolgens speelde hij de tweede seizoenshelft mee in alle mogelijke wedstrijden, inclusief de wedstrijden voor play-offs om promotie en degradatie. Daarna keerde hij terug bij FC Utrecht. 

### PEC Zwolle
In de zomer van 2022 trok Van den Berg naar PEC Zwolle, waar hij een contract voor drie seizoenen tekende en ging spelen met rugnummer 11. In de 3-5-2 van trainer Dick Schreuder vond hij op gegeven moment een plekje voor Van den Berg als linkervleugelverdediger. Vanaf die plek was hij goed voor drie goals en zeven assists en promoveerde hij naar de Eredivisie. Na drie seizoenen in Zwolle keerde hij transfervrij terug naar zijn oude club FC Utrecht. Hij ondertekende een contract tot 2028.

## Carrièrestatistieken

### Beloften
| Seizoen         | Club            | Land            | Competitie | Competitie |
| Seizoen         | Club            | Land            | Wed.       | Dlp.       |
| --------------- | --------------- | --------------- | ---------- | ---------- |
| 2019/20         | Jong FC Utrecht | Eerste divisie  | 14         | 0          |
| 2020/21         | Jong FC Utrecht | Eerste divisie  | 14         | 0          |
| 2021/22         | Jong FC Utrecht | Eerste divisie  | 12         | 1          |
| Beloften totaal | Beloften totaal | Beloften totaal | 40         | 1          |

### Senioren
| Seizoen                   | Club            | Competitie      | Competitie | Competitie | Beker | Beker | Internationaal | Internationaal | Overig | Overig | Totaal | Totaal |
| Seizoen                   | Club            | Competitie      | Wed.       | Dlp.       | Wed.  | Dlp.  | Wed.           | Dlp.           | Wed.   | Dlp.   | Wed.   | Dlp.   |
| ------------------------- | --------------- | --------------- | ---------- | ---------- | ----- | ----- | -------------- | -------------- | ------ | ------ | ------ | ------ |
| 2020/21                   | FC Utrecht      | Eredivisie      | 0          | 0          | 1     | 0     | –              | –              | –      | –      | 1      | 0      |
| 2021/22                   | FC Utrecht      | Eredivisie      | 1          | 0          | 1     | 0     | –              | –              | –      | –      | 2      | 0      |
| 2021/22                   | → Roda JC       | Eerste divisie  | 15         | 1          | –     | –     | –              | –              | 2      | 0      | 17     | 1      |
| 2022/23                   | PEC Zwolle      | Eerste divisie  | 33         | 3          | 2     | 0     | –              | –              | –      | –      | 35     | 3      |
| 2023/24                   | PEC Zwolle      | Eredivisie      | 30         | 5          | 1     | 0     | –              | –              | –      | –      | 31     | 5      |
| 2024/25                   | PEC Zwolle      | Eredivisie      | 32         | 4          | 1     | 0     | –              | –              | –      | –      | 33     | 4      |
| 2025/26                   | FC Utrecht      | Eredivisie      | 0          | 0          | 0     | 0     | 0              | 0              | 0      | 0      | 0      | 0      |
| Carrière totaal           | Carrière totaal | Carrière totaal | 111        | 12         | 6     | 0     | 0              | 0              | 2      | 0      | 119    | 12     |
| Bijgewerkt op 19 mei 2025 |                 |                 |            |            |       |       |                |                |        |        |        |        |

## Interlandcarrière
Van den Berg vertegenwoordigde verschillende Nederlandse jeugdelftallen. Zo werd hij opgeroepen voor Nederland –15 (vijf keer basisspeler, één keer invallen en drie keer bij de selectie), Nederland –16 (twee keer basisspeler, twee keer invaller en één keer bij de selectie) en Nederland –19 (twee keer basisspeler en één keer bij de selectie).

## Persoonlijk
Van den Berg is bekeerd tot de islam, is getrouwd en heeft een dochter.